# Maxwells relationer
Maxwells termodynamiska relationer eller bara Maxwellrelationerna är några uttryck baserade på derivator av makroskopiska variabler. Dessa används inom termodynamik, speciellt då ena sidan av likheten kan vara betydligt enklare att bestämma experimentellt.

## Sammanfattning
Med hjälp av de fundamentala termodynamiska relationerna, i infinitesimalform, kan följande samband härledas:
{\displaystyle \left({\partial T \over \partial V}\right)_{S}=-\left({\partial P \over \partial S}\right)_{V}}
{\displaystyle \left({\partial S \over \partial V}\right)_{T}=\left({\partial P \over \partial T}\right)_{V}}
{\displaystyle \left({\partial S \over \partial P}\right)_{T}=-\left({\partial V \over \partial T}\right)_{P}}
{\displaystyle \left({\partial T \over \partial P}\right)_{S}=\left({\partial V \over \partial S}\right)_{P}}
T betecknar temperatur, P tryck, V volym och S entropi. Index innebär att denna variabel skall hållas konstant.